# Girella simplicidens
Girella simplicidens är en fiskart som beskrevs av Osburn och Nichols, 1916. Girella simplicidens ingår i släktet Girella och familjen Kyphosidae. IUCN kategoriserar arten globalt som livskraftig. Inga underarter finns listade i Catalogue of Life.